# Shredder
Shredder (Oroku Saki), Destructor en México y Desfibrador o Triturador en otros doblajes de habla hispana, es un personaje que apareció por primera vez en el cómic Teenage Mutant Ninja Turtles #1 en mayo de 1984, y desde entonces se ha mantenido como el archienemigo de las tortugas y su rata sensei/padre adoptivo, Splinter.
También es conocido como el despiadado líder de una organización criminal de ninjas conocida como el Clan del Pie. Posee una armadura equipada con hojas de metal y tekko-kagi, vagamente basada en la de un samurái, que sirve como motivo visual de Shredder.
En 2009, IGN clasificó a Shredder como el 39.º villano de cómics más grande de todos los tiempos. El personaje ha aparecido en casi todas las adaptaciones de medios de la franquicia TMNT, habiendo sido retratado en películas de acción real por James Saito, François Chau, Tohoru Masamune y Brian Tee. James Avery, Scottie Ray, Kevin Michael Richardson y Hoon Lee se encuentran entre los actores que han prestado su voz al personaje en películas animadas y programas de televisión.

## Apariencia
La apariencia física de Shredder se mantiene bastante constante en todas las encarnaciones del personaje. Saki es un japonés musculoso, visto con más frecuencia en la persona de Shredder, vestido con un traje de armadura vagamente basado en el de un samurái, a veces con una capa. La armadura se compone de placas de metal cubiertas de hojas en los hombros, los antebrazos, las manos (a veces solamente la mano izquierda, porque es zurdo), y espinillas; lleva una túnica púrpura, gris, azul o roja que parece diversamente ser de tela simple o una forma de cota de malla. También lleva un casco de metal con un adorno en forma de tridente en la parte superior, y una máscara metálica que cubre su rostro, dejando solamente sus ojos visibles. En encarnaciones posteriores a veces lleva una armadura de metal plateado (Utrom Shredder), negra (Ciber Shredder / Demonio Shredder), roja (Tengu) o azul (/ figura de acción de 2003/2007/Tengu).
Kevin Eastman tuvo la idea de la armadura de Shredder de grandes ralladores de queso trapezoidales que visionó en los brazos de un personaje malvado (originalmente llamado "El Rallador" u "Hombre Rejilla"). Luego dijo:, "¿Podrías imaginar a un personaje con armas en sus brazos como este?"

## Televisión

### Serie animada de 1987
En la serie animada de 1987, Oroku Saki y Hamato Yoshi eran miembros del Clan del Pie en Japón. Después de que Saki lo engañó por el intento de asesinato de un sensei visitante, Yoshi se vio obligado a exiliarse a la ciudad de Nueva York, donde vivía en las alcantarillas con cuatro tortugas que accidentalmente cayeron por el desagüe en una tormenta.
En los años siguientes, Saki asumió el liderazgo del Clan del Pie y tomó su personaje de Shredder. También conoció a un extraterrestre trans-dimensional llamado Krang, y usó la tecnología avanzada a su disposición para reemplazar al Ninja del Pie con robots llamados Soldados del Pie. Se mudó en secreto a Nueva York, donde encontró a Yoshi aún vivo. En un intento de matar a su viejo enemigo, Shredder arrojó el mutágeno en las alcantarillas. Esto muta a Yoshi en Splinter, y él comienza a entrenar a las Tortugas también mutadas en ninjutsu.
Shredder también forma un grupo de pandilleros y maleantes para cometer estragos (entre esos pandilleros están Bebop y Rocksteady). A diferencia de las encarnaciones posteriores, Shredder a menudo se lo ve actuando de forma cómica y menos seria, en especial cuando le da órdenes a Bebop y Rocksteady (sus más torpes secuaces). Su alianza con el Krang tampoco es muy buena. Durante la mayor parte de la serie su relación con Krang solía ser de puras disputas entre ellos y discutiendo sobre tácticas. Hubo muchas veces en las que Shredder pudo haber dejado a Krang a merced de las tortugas. Irónicamente siempre lo salvó y llegó tan lejos para donar su energía para salvarlo.

### La siguiente mutación
En Las Tortugas Ninja: Next Mutation, Shredder sigue siendo el enemigo jurado de las Tortugas. Esta vez, sin embargo, Venus usa sus poderes para hacer que los Oroku Saki tomen el control de la mente de Shredder. Después de que el Clan del Pie se disuelve, él termina viviendo en las calles. Más tarde, los guerreros de rango del Señor del Dragón lo atacan para obtener un medallón que estaba en su poder. Splinter lo salva y lo lleva a la guarida de las Tortugas para protegerlo. Se dio a entender que Shredder posiblemente podría volver a sus viejas costumbres, pero el programa fue cancelado poco después de ese episodio.
En el programa, Shredder llevaba un atuendo general similar al que usaba en la segunda película, pero con un casco / máscara muy alterado debido al menor presupuesto para la serie de televisión en comparación con las películas, lo que había permitido accesorios más detallados. y piezas de vestuario. Shredder apareció solo unas pocas veces en el programa, debido a que el villano principal de la serie era un ser dracónico de otra dimensión y, por lo tanto, suplantó a Shredder como el enemigo de las Tortugas.

### Serie animada de 2003
La identidad del villano "Shredder" o "Despedazador" ha sido asumida por numerosos individuos en la serie animada de 2003, todos los cuales, a excepción de Karai, son interpretados por Scottie Ray. En el episodio "Tempus Fugit", se muestra un futuro en el que Utrom, Tengu y Cyber Shredders se involucran en una guerra por el control de la ciudad de Nueva York.

#### Ultrom Shredder
El Utrom Shredder es el principal Shredder/Despedazador de la serie. También conocido como Oroku Saki o Ch'rell, es el principal antagonista de la serie (particularmente las tres primeras temporadas y la película final Turtles Forever) y el archienemigo de las Tortugas y Splinter. Un rico hombre de negocios y filántropo, es secretamente el líder del Clan del Pie, una organización de ninjas que buscan tomar el control de la ciudad a través de actividades criminales. El imperio de Shredder estaba funcionando en su apogeo hasta la llegada de las Tortugas; poco después de su llegada e interferencia, las Tortugas se convierten en el foco principal de Shredder. Shredder luego centra sus esfuerzos en deshacerse de las Tortugas. Durante el transcurso de la serie, Shredder/Despedazador se revela por primera vez como el asesino del ex maestro de Splinter, Hamato Yoshi, y luego como un extraterrestre que se hace pasar por humano. En verdad, es un criminal de guerra Utrom llamado Ch'rell que fue responsable de causar numerosas muertes en toda la galaxia, quien luego tomó la apariencia de un antiguo guerrero japonés, el Oroku Saki original. Se enfrentó a las Tortugas en múltiples ocasiones, a menudo pareciendo ser destruido solo para regresar con trajes de batalla constantemente mejorados. Cuando se trataba de la batalla final, Ch'rell usó la tecnología Triceraton recuperada para construir una nave espacial para vengarse de los Utrom solo para que las Tortugas se escondieran. Cuando la nave espacial explotó, una nave Utrom teletransportó a todos fuera de la nave. Ch'rell terminó siendo juzgado ante el Alto Consejo de Utrom por sus diversos crímenes y el Alto Consejo de Utrom exilió eternamente a Ch'rell al asteroide de hielo Mor Gal Tai. Finalmente regresaría para la película para televisión Tortugas para siempre.

#### Tengu Shredder
El Tengu Shredder o el Demon Shredder original sirve como el antagonista general de la serie y el principal antagonista de la quinta temporada.

#### Cyber Shredder
El Cyber Shredder aparece como el principal antagonista de la séptima y última temporada, Back to the Sewer. Se revela que antes del exilio de Ch'rell, creó una copia digital de sí mismo en caso de que algo le sucediera a su forma corpórea y almacenó este doble en una bóveda de datos de Foot en lo profundo de Internet. La conciencia de esta bóveda se libera más tarde cuando Viral intenta acceder a ella, lo que da lugar a Cyber Shredder. Si bien inicialmente está confinado al ciberespacio, Cyber Shredder finalmente logra escapar y convertirse en un ser físico. Durante el episodio final, Cyber Shredder lleva al Foot Clan a atacar la boda de April O'Neil y Casey Jones y finalmente es derrotado cuando las Tortugas Ninja lo borraron con un descompilador utilizado anteriormente contra Viral.

#### Karai
Karai es la hija adoptiva de Oroku Saki (Ch'rell), quien toma el manto de Shredder después del exilio de su padre. Después de algunas batallas menores, renuncia voluntariamente al manto y comienza una relación no hostil con las Tortugas, particularmente hacia Leonardo.

### Serie animada de 2012
Shredder aparece como el principal antagonista de la serie animada de 2012, interpretado por Kevin Michael Richardson.
Sus orígenes japoneses como Oroku Saki y su relación fraternal con Hamato Yoshi son en su mayoría intactas, y el Clan del Pie y el Clan Hamato se revelaron más tarde que tenían una rivalidad a largo plazo antes de que la familia Hamato matara a la familia Oroku, destruyera a todo el clan con la destrucción del monasterio del Clan del pie y tomó a los huérfanos Saki como propios. A pesar de haberse criado como hermanos, tanto Saki como Yoshi se convirtieron en rivales debido al amor de Tang Shen, cuya decisión de casarse con Yoshi hizo que Saki descubriera su verdadera herencia y se volviera contra su hermano anterior, destruyendo todo lo que Yoshi quería, incluso a la encantadora Tang Shen (a quien había matado por accidente) y todo el Clan Hamato (comenzando con la destrucción del monasterio del Clan Hamato, que provocó que la cabeza de Saki se quemara y quedara con cicatrices). El y sus aliados, Chris Bradford y el matón callejero brasileño Xever Montes, comparten negocios criminales con socios comerciales como el comerciante de armas ruso Ivan Steranko, el crítico gastronómico italiano Don Visiozo y Hun, y teniendo una mascota akita llamada Hachiko (llamada así por la akita del mismo nombre) que jugó una parte en la mutación de Bradford en Dogpound después de que Hachiko lo mordiera.
Shredder apareció por primera vez en el final de "Rise of the Turtles, Part 2", donde viajó a Nueva York cuando supo que Hamato Yoshi estaba entrenando a sus propios ninjas después de ver a un shuriken con el símbolo de su clan dejado por las Tortugas durante una pelea reciente en un reportaje televisivo. Decidido a terminar finalmente la antigua vida de su rival, envió al Clan del Pie a las Tortugas hasta que hizo su primer enfrentamiento con las Tortugas en persona en "El Guantelete", donde aparentemente la victoria estaba en sus manos antes de distraerse por la mutación de Bradford y Montes. Aunque Shredder planeaba matar al ex inventor de TCRI, Baxter Stockman por interferir con sus planes de matar a las Tortugas en "MOUSERS Attack", cambió de opinión al comentar cómo el conocimiento científico de Stockman podría serle útil. Shredder también es el padre de Karai, como se ve en "New Girl in Town". Sin embargo, en "Showdown", durante la batalla de Shredder con Splinter, revela que después de la pelea que causó la muerte de Tang Shen, tomó a la hija de Splinter, Miwa, y la crio como Karai. Él le ha dicho que él es su padre biológico y fue Splinter quien mató a su madre, ya que ella ha jurado venganza desde entonces. Shredder inicialmente desestimó la presencia del Kraang en Nueva York, pero después de capturar uno, decidió aliarse con ellos para destruir a las Tortugas. La asociación parece estable, aunque parece que Shredder aún no confiaba plenamente en sus nuevos aliados.
A principios de la segunda temporada, en "Follow the Leader", partió para Japón, dejando a Karai como el líder interino de su Clan del Pie. Le ordenó que no atacara a las Tortugas ni hiciera tratos con el Kraang a sus espaldas, y se puso lívido cuando su hija adoptiva lo desobedeció. Regresó en "The Manhattan Project", con Tiger Claw, un artista de circo japonés que fue mutado en el asesino mortal de Shredder y en su nuevo primer teniente. Tiger Claw pudo llevar a Splinter ante él, pero la complicación de una operación de Kraang en la ciudad y los propios esfuerzos de las Tortugas le roban a Shredder la oportunidad de matar a su viejo enemigo una vez más. En "The Wrath of Tiger Claw", Shredder y Tiger Claw intentaron usar a Karai para colocar una trampa para las Tortugas, pero cuando vio una fotografía de Hamato Yoshi, Tang Shen y ella misma cuando era un bebé, se dio cuenta de que las Tortugas estaban diciendo la verdad y se puso del lado de ellos, lo que resultó en su captura mientras les daba tiempo para escapar de Tiger Claw. Sin embargo, a Shredder todavía le importaba su hija adoptiva, como se ve en "La leyenda de Kuro Kabuto", donde la visitó en su celda y le explicó por qué guardaba todo en secreto y esperaba que algún día lo entendiera. Después de que su casco el Kuro Kabuto, fuera robado por el ladrón profesional Anton Zeck en nombre de Steranko, Shredder encontró la tarjeta de visita de Zeck en un Rahzar pegado y ordenó a todo el clan que se le presentara. Explicando la historia del casco como una reliquia especial del Clan del Pie, hizo que el clan buscara a Zeck, enviando a Fishface con Stockman-Fly y Rahzar con Tiger Claw. Leonardo más tarde enfrentó a Shredder con el Kabuto para un intercambio y lo mantuvo ocupado el tiempo suficiente para que las otras Tortugas llegaran a Karai. Sin embargo, el "Karai" que Shredder intercambió con ellos resultó ser un maniquí armado con una bomba mientras las Tortugas la evadían. En "La venganza es mía", Shredder intentó usar a la verdadera Karai como cebo para una trampa que convertiría a las Tortugas en serpientes que matarían a Splinter, pero el plan fracasó cuando Karai estuvo expuesto al mutágeno, se convirtió en una serpiente y casi atacó Splinter antes de que ella huyera después de recuperar el control de sí misma.
En el final de dos partes de la segunda temporada, "The Invasion", Shredder y Kraang Prime formaron una alianza completa en la que Shredder y el Clan del Pie ayudarán al Kraang a tomar el control de Nueva York y luego del mundo y, a su vez, el Kraang devolvería a Karai a la normalidad, entregarle Splinter y las Tortugas. Más tarde, vio como Leonardo luchó y finalmente derrotó a su ejército de Foot Bots, después de lo cual envió a Rahzar, Fishface y Tiger Claw para que lo eliminaran. Leonardo logró dominarlos por un corto período de tiempo antes de que Shredder se involucrara y lesionara gravemente a Leonardo. Más tarde, Splinter lo enfrentó y los dos lucharon hasta que Splinter quedó atrapado bajo grandes tubos de metal. Shredder estaba preparado para matar a su rival de una vez por todas, sin embargo Leatherhead intervino, y fue derrotado cuando Shredder le cortó la parte delantera del torso y le dio una patada desde el borde del muelle. Splinter se puso furioso cuando salió de debajo de las tuberías y acercó a Shredder a las alcantarillas. Más tarde, las Tortugas (menos Leonardo) y April observaron impotentes desde detrás de las barras de metal cuando Shredder derrotó a Splinter y aparentemente lo mató arrojándolo a una gran bahía de drenaje.
A mediados de la tercera temporada, en "Regreso a Nueva York", las tensiones comenzaron a aumentar en el pie de su alianza con el Kraang, pero Shredder convenció a todos de que mantendrá su promesa de recuperar la ciudad. Después de que los Foot-Bots encontraron un Splinter salvaje y se la llevaron ante él, Shredder hizo que Stockman-Fly trabajara para restaurar su memoria, que es lo que hizo April con sus poderes de Kraang cuando ella, las Tortugas y Casey Jones regresaron a la ciudad para rescatar a su sensei. En "El cerdo y el rinoceronte", Shredder envió a Bebop y Rocksteady a buscar a Karai nuevamente, como hicieron recientemente antes de que las Tortugas la ayudaran a escapar, o de lo contrario se les dará algo aún más doloroso que la mutación. Después de que las Tortugas, sin saberlo, los llevaron a ella, los dos lograron volver a capturar a Karai (mientras las Tortugas no estaban mirando) y entregarla de vuelta a Shredder, quien prometió arreglar todo lo que él le hizo. La invasión de Kraang finalmente se detuvo por las Tortugas y los Mighty Mutanimals, pero sus efectos finalmente le dieron a Shredder un regalo por su cooperación con el Kraang, que cambió el equilibrio de poder dentro del submundo criminal de la ciudad al Pie. Para él, esto se logró al ganar el control de los Dragones Púrpuras y otras pandillas asiáticas a través de Hun, varias pandillas sudamericanas a través de Fishface, la mafia rusa a través de Rocksteady y la mafia siciliana a través de Vizioso. Al usar este poder, Shredder hizo que estos grupos criminales lo ayudaran a recolectar varios químicos de una compañía química llamada Aumen Chemicals, un laboratorio abandonado de Kraang y Vizioso para un suero de control mental que planeaba crear y usar en las Tortugas, los Mutanimales y Karai.
En el final de la tercera temporada de dos partes, Aniquilación: ¡Tierra! brevemente se une a Splinter para detener una máquina de agujeros negros que destruiría la Tierra. Luchó brevemente con los Triceratons hasta que siguió a Splinter, lo cruzó dos veces y lo apuñaló por la espalda, matándolo instantáneamente frente a las tortugas. Corrieron a Splinter mientras April arrasaba a Shredder con una explosión de su mente. Proclamando que su victoria sobre Splinter es más importante para él que salvar al mundo, Shredder es absorbido por el agujero negro junto con sus seguidores y Splinter mientras que las tortugas, April y Casey escapan de la destrucción de la Tierra y luego en "Más allá del universo conocido". viajan en el tiempo hasta seis meses antes, en un esfuerzo por evitar que este evento suceda. En "La última batalla de la Tierra", estos eventos fueron revisados, pero la llegada de las Tortugas del futuro hizo que el intento de Shredder de asesinar a Splinter se frustrara. Los dos se enfrentaron brevemente en la batalla con Splinter que resultó victorioso, y el inconsciente Shredder fue llevado por Tiger Claw.
En "City at War", debido a las lesiones que sufrió por Splinter, Shredder fue confinado en una cama de hospital bajo el cuidado de Stockman con Bebop y Rocksteady como sus guardaespaldas. Cuando Tiger Claw regresa para informar de la pérdida de un caché de armas completo gracias a las Tortugas y Karai en Manhattan, dejando en claro que Karai quiere derribar a Shredder una por una al destruir su imperio criminal antes de sacarlo, Shredder decreta que si es una guerra lo que Karai quiere, es una guerra lo que ella tendrá, antes de que Stockman se enganche un IV, lleno de mutágeno hasta Shredder, y cuando el mutágeno se inyecta en Shredder, sus ojos se abren de par en par mientras el mutágeno surte efecto. En "The Insecta Trifecta", Shredder sigue recibiendo el goteo del mutágeno y ahora se vuelve a Stockman como su última esperanza debido a su lealtad eterna ya que Tiger Claw y los demás se han vuelto inútiles hasta el momento para detener a Karai y las Tortugas. Cuando Stockman regresa para informar que su misión fue un fracaso, Shredder no está preocupado por eso, revelando a Stockman que el goteo de su mutágeno finalmente tendrá efecto cuando Shredder despliega un par de cuchillas desde el dorso de su mano, directamente de la piel. En "The Super Shredder", Shredder obliga a Stockman a darle el resto del goteo del mutágeno, lo que lo mutó en su forma de Super Shredder, aunque terminó siendo monstruoso y todavía estaba contento. Shredder luego recoge a sus secuaces y viaja de regreso a su antigua guarida. Karai intenta luchar contra Shredder junto con Shinigami, pero Shredder deja a Shinigami inconsciente fácilmente y se escapa con Karai. Luego se da cuenta de una camioneta que viene directamente hacia él, (The Shell Raiser) y la voltea. Él le dice a las tortugas que se separen de él en el lugar donde lo golpeó por última vez. Shredder luego prende fuego al vehículo y las tortugas huyen a las alcantarillas. Luego, Shredder crea una trampa para Splinter y las Tortugas, que está llena de fotos de Splinter, Tang Shen y Karai. Cuando Splinter entra, suelta barras de hierro para evitar que escapen. Luego enciende fuego hacia ellos pero saltan bajo el agua. Mientras las Tortugas, Splinter y April continúan acercándose a Shredder, Karai hace un comentario y Splinter lo sigue, pero luego descubre que fue llevado a otra trampa. Shredder obliga a Splinter a luchar contra él, pero Splinter se escapa, listo para establecer un plan propio. Splinter lleva a Shredder a la Undercity, donde pone su plan en acción. Shredder finalmente encuentra a Splinter y él pisa su cola. Shredder luego lleva a Splinter a lo más profundo del UnderCity, donde decide terminar con él. Justo cuando Shredder estaba a punto de golpear a Splinter, su brazo comenzó a perder el control, haciendo que retrocediera. Splinter luego lanza una cuchilla a unos pocos tanques de gas y Splinter y Shredder caen en la muerte. Sin embargo, en el siguiente episodio, "Darkest Plight", Shredder y Splinter se separan durante el otoño, y Shredder regresa a la cima de la Ciudad Submarina para ser rescatado por Tiger Claw, quien lo lleva de vuelta para recuperarse antes de cazar a las Tortugas. Mientras Tiger Claw trata con April y Karai, Shredder persigue a Leonardo, y casi lo aplasta hasta que Karai y April llegan para ayudarlo. Durante la batalla, Shredder arroja un camión cisterna de combustible destrozado en Karai, solo para que April lo atrape en su agarre psíquico, lo que hace que su cristal Sol Star haga que sus ojos se vuelvan azules y sonrían malévolamente antes de arrojársela a Shredder. Sin embargo, antes de que Shredder pueda matar a Leonardo, Karai le suplica que reconsidere hacer algo bueno en su vida en lugar de ser consumido por su venganza. Esto atrae a Shredder lo suficientemente cerca como para que Karai lo golpee en su lugar más vulnerable: su corazón mutante expuesto y palpitante. Debilitado, Shredder es salvado por Tiger Claw, quien lo lleva de vuelta a su escondite, donde Shredder exige una mayor dosis del mutágeno de Stockman. Cuando Tiger Claw se opone, sabiendo que es demasiado peligroso, Shredder lo domina, obliga a Stockman a administrar la dosis y ruge mientras el mutágeno se activa mientras Tiger Claw observa con horror y miedo. En "Tale of Tiger Claw", se le muestra como M.O.U.S.E.R. holograma para advertir a Tiger Claw de su próximo movimiento contra Splinter.
En "Requiem" regresa a la ciudad de Nueva York, mucho más fuerte y más vengativo que nunca. Él aparece en el escondite donde Karai está planeando su próximo movimiento con Shinigami y los Mighty Mutanimals. Derrota a los Mutanimales sin esfuerzo y lastima gravemente a Karai en el proceso. En el edificio de WOLF, se enfrenta a Splinter, Slash, Raphael, April y Casey. Finalmente logra asesinar a Splinter y lo arroja desde el edificio hasta su muerte. Luego, es golpeado por una tremenda y poderosa ola psíquica de un enfurecida April, y es aplastado por un camión de basura, aunque nuevamente sobrevive a la embestida.
En el final de la cuarta temporada, "Owari", él tiene a sus lacayos preparados para la inevitable llegada de las Tortugas, April y Casey. Quema su nueva guarida y enfrenta a las Tortugas en un enfrentamiento final en el techo. Su mutación única lo hace inmune al retro-mutágeno de Donatello, lo que le permite vencer a Raphael, Donatello y Michelangelo al mismo tiempo, dejando solo a Leonardo de pie. Después de un acalorado duelo uno a uno, Shredder finalmente es asesinado por Leonardo. Muchos meses después, el Kabuto y su propio corazón se separaron por medios desconocidos y se ocultaron en lugares secretos a lo largo de Nueva York. Su corazón estaba contenido dentro de un frasco de vidrio que entró en posesión de Don Vizioso, que Tiger Claw y Kavaxas buscan, ya que es esencial revivirlo y luego regresó en forma de zombi que quería morir. Al final, se va de vuelta al infierno.

### Serie animada de 2018
Shredder aparece como uno de los tres antagonistas principales (junto con Baron Draxum y Big Mama) de la serie animada de 2018, con la voz de Hoon Lee.

## Películas
Shredder fue interpretado por James Saito en la primera película y por François Chau en la segunda, mientras que su inmensa forma de Super Shredder fue interpretada por el luchador profesional Kevin Nash. En todos los casos, el personaje fue actuado por David McCharen. El disfraz de Shredder fue, en la primera película, originalmente el mismo que en el cómic original, con un color rojo. Sin embargo, esto se cambió en la secuela a un color violeta, reflejando la naturaleza más caricaturesca de la segunda película. En ambas películas, también tenía una capa plateada y negra. En las versiones japonesas, el Shredder es interpretado por Norio Wakamoto (primera película en versión VHS), Hidekatsu Shibata (primera película en versión para TV) y Takeshi Watabe (segunda película).

### Teenage Mutant Ninja Turtles(1990)
En la primera película Teenage Mutant Ninja Turtles, Oroku Saki y Hamato Yoshi eran artistas marciales rivales en Japón y ambos amaban a una mujer llamada Tang Shen. Shen, quien solo amaba a Yoshi, lo persuadió para que no luchara con honor contra Saki; en cambio, huyeron a los Estados Unidos. Saki los siguió a la ciudad de Nueva York y asesinó a Tang Shen sola en su casa; cuando Yoshi regresó de su trabajo de construcción y descubrió el cuerpo de Shen, Saki lo emboscó y lo mató también. Splinter, la rata mascota de Yoshi, escapó durante la pelea y arañó la cara de Saki. A cambio, Saki cortó una pequeña parte de la oreja izquerda de Splinter con su katana. Después de este incidente, se dijo que nunca se volvió a saber de Saki. La adaptación del cómic de la película conserva la historia original del cómic original, con Oroku Nagi siendo asesinado y Saki viniendo a América en busca de venganza.
Saki, en el personaje de "Trituradora", establece una rama estadounidense del Clan del Pie. Con la ayuda de su segundo al mando, Tatsu, manipula y recluta a adolescentes con problemas como el líder y figura paternal brutal pero maquiavélica, y les enseña a los ninjitsu a convertirlos en ladrones y asesinos expertos. Shredder envía al Clan del pie a "silenciar" a April O'Neil cuando informa sobre la conexión del Clan del Pie con la reciente ola de crímenes, llevándolos inadvertidamente al escondite de las Tortugas cuando Rafael salva a abril. Shredder hizo que Splinter lo secuestrara y lo encarcelara en el escondite de su almacén, y que el Clan del Pie cazara a las Tortugas. Él le gana a Splinter mientras lo interrogaba sobre cómo las Tortugas aprendieron sus técnicas de lucha.
Después de que las Tortugas derroten con éxito al Clan del pie en un asalto final, Shredder las enfrenta en un tejado. Derrota a todas las Tortugas con sus habilidades superiores y amenaza a Leonardo con su yari para obligar a los demás a tirar sus armas. Splinter, liberado por los aliados de Turtles, Danny Pennington y Casey Jones, interviene y revela a Shredder que se conocieron hace años, ya que era la mascota de Hamato Yoshi. Shredder se desenmascara a sí mismo, revelando las cicatrices que Splinter le dio, y carga contra Splinter para empalarlo. Astillas contrapesadas con el nunchaku de Michelangelo para saltar sobre él al borde del edificio y caer en un camión de basura estacionado.muy por debajo. Casey Jones luego activa el mecanismo de trituración; A los espectadores se les muestra un primer plano del casco de Shredder siendo aplastado, lo que implica su muerte.

### TMNT II: The Secret of the Ooze(1991)
En la segunda película Teenage Mutant Ninja Turtles II: The Secret of the Ooze, François Chau reemplaza a Saito como el actor que interpreta a Shredder. las Tortugas creen que desde que Casey lo había aplastado en el camión de la basura, Shredder había muerto. Pronto se reveló que Shredder había sobrevivido al aplastamiento y revitalizado su Clan del Pie para vengarse de las Tortugas. Después de encontrar el cuartel general de "reserva" del Pie (un depósito de chatarra), envió a un miembro del Pie a seguir a Abril, con la esperanza de encontrar a las Tortugas a través de ella. Cuando el equipo de April estaba haciendo un informe sobre TGRI en Nueva Jersey, Freddy (un miembro del equipo de April, y el agente de Foot) encontraron algunos dientes de león mutados y enviaron uno al Shredder. Luego le ordena a Tatsu que obtenga una muestra del mutágeno TGRI que mutó a las Tortugas, así como al investigador de secuestros Jordan Perry. Utilizando el último mutágeno y la investigación de Perry, el Destructor crea sus propios mutantes, Tokka y Rahzar, a partir de una tortuga robada y un lobo marrón, respectivamente. Aunque inicialmente se enfureció con su inteligencia infantil, pronto lo jugó a su favor manipulando a los mutantes mientras lo imprimían como su padre sustituto.
Después de un intento fallido de matar a las Tortugas en el depósito de chatarra usando a Raphael capturado, Shredder desató a Tokka y Rahzar en una calle de la ciudad para "divertirse" y destruirla. El espía del pie luego le dio a April un mensaje para las tortugas: que la trituradora soltaría a los mutantes en Central Park. A continuación si no accedieron a una revancha en la obra. Después de que las Tortugas destruyeran a los dos mutantes (con la ayuda de Perry) y derrotaran a Tatsu en un club nocturno, el Destructor aparece y amenaza con mutar a una mujer inocente con un frasco de mutágenos de reserva pequeña (el bote fue destruido por el nuevo humano de las Tortugas aliado, keno). Antes de que él pueda mutarla, se detiene cuando las Tortugas tocan un teclado a todo volumen, enviando a la Destructora volando a través de una ventana por la fuerza de un altavoz. Cuando las tortugas lo siguen afuera en un muelle, descubren que la trituradora ha usado el frasco de mutágenos en sí mismo. Se transforma en un "Super Shredder" masivo, un ser gigante sin sentido y con una inmensa fuerza sobrehumana. Durante su lucha con las Tortugas, Super Shredder derriba los pilotes del muelle en una ira sin sentido, que luego se derrumba sobre él con las Tortugas cayendo en el agua debajo. Aunque las Tortugas sobreviven, el Destructor se enfrenta a su desaparición para que no sea aplastado por las piezas destruidas del muelle.

### Teenage Mutant Ninja Turtles III(1993) yTMNT(2007)
Shredder no apareció en la tercera película, pero se muestra brevemente al comienzo de la cuarta película para ayudar a dar contexto a la historia de las tortugas, y su casco que llevaba en la película de 1990 es visible en el estante de recuerdos de Splinter al final de la película. La posibilidad de su regreso también está fuertemente insinuada en el final de la película por Karai. Sin embargo, la trama establecida se abandonó a favor del reinicio de 2014.

### Teenage Mutant Ninja Turtles(2014)
El actor japonés estadounidense Tohoru Masamune interpretó a Shredder en Teenage Mutant Ninja Turtles. Inicialmente, se pretendía que William Fichtner retratara una versión caucásica de Shredder, con el nombre real anglicidad de Eric Sacks, en lugar de Oroku Saki. Esta idea fue abandonada al final de la producción a favor de presentar a Shredder de auténtica ascendencia japonesa, y la película pasó por re-filmaciones para cambiar el personaje de Fichtner de Sacks para que fuera el estudiante de Shredder. El cambio llegó demasiado tarde para alterar el Nintendo 3DS de la película, un videojuego vinculado, y Sacks sigue siendo Shredder en él. En contraste con gran parte de la historia de la marca, Sacks, no Shredder, es el personaje conectado a los orígenes de las Tortugas, que las creó junto al padre de April O'Neil; Shredder (nunca mencionado con un nombre que no sea su nombre en clave) no tiene conexión con Splinter o las Tortugas, y aunque se muestra que tiene cicatrices en la cara, no se revela cómo las sufrió.
En las primeras etapas de desarrollo de la película, Shredder fue reimaginado como "Coronel Schrader", el líder militar de la unidad de operaciones negras "The Foot" ("El Pie"), que más adelante en el guion reveló como un extraterrestre de piel amarilla y ojos rojos con la habilidad de brotar espigas. Esta idea se abandonó después de que Evan Daugherty fuera contratado para volver a escribir el guion a principios de 2013.
En la película, Shredder es el líder del Clan del Pie, que está aterrorizando a la ciudad de Nueva York. Después de que un vigilante detiene el Clan del Pie, Shredder le ordena al Pie que tome rehenes en el metro para atraer al vigilante. Más adelante en la película, el hijo adoptado de Shredder, Eric Sacks, informa a Shredder que el vigilante es en realidad cuatro tortugas mutadas que son sujetos de prueba del Proyecto Renacimiento, un experimento científico del fallecido padre de April O'Neil. Sacks le da a Shredder un traje armado y un casco, este último y el Clan del Pie ataca la guarida de las tortugas, donde derrota a Splinter y secuestra a tres tortugas después de que Raphael fue dado por muerto. Sacks drena la sangre de las Tortugas para crear un mutágeno y así poder completar su plan y el de Shredder: este último liberará un virus en toda la ciudad y Sacks venderá el mutágeno como una cura para la enfermedad, lo que lo hará aún más rico. Mientras Shredder se prepara para liberar el virus, las Tortugas escapan y se enfrentan a él. Aunque casi los derrota, las Tortugas pudieron conquistar a Shredder con la ayuda de April, lo que hace que se caiga del edificio en el que se encontraba, pero sobrevive y se muestra que tiene una muestra del mutágeno.

### Teenage Mutant Ninja Turtles: Out of the Shadows(2016)
Brian Tee interpretó a Shredder en la película de 2016, Teenage Mutant Ninja Turtles: Out of the Shadows. Al comienzo de la película, el Clan del Pie, dirigido por un científico llamado Baxter Stockman, intenta ayudar a Shredder a escapar de la prisión. Aunque las tortugas intentan evitar la fuga, Stockman pudo ayudar a Shredder a escapar utilizando un dispositivo de teletransportación. Pero Shredder es secuestrado mediados de teletransporte y termina en un lugar llamado Dimensión X. Allí, se encuentra con Krang, quien le da a Shredder un contenedor de mutágeno a cambio de una promesa de encontrar los tres componentes de una máquina que Krang envió a la Tierra hace mucho tiempo, que al unirse abrirá un portal a su dimensión. Shredder regresa a la ciudad de Nueva York y recluta a dos criminales llamados Bebop y Rocksteady y hace que Stockman use el mutágeno de Krang para transformarlos en poderosos mutantes animales, un jabalí y un rinoceronte. Shredder, Bebop y Rocksteady encuentran los componentes en un museo en Nueva York y en una jungla en Brasil. Shredder y Stockman unen los componentes, creando un portal a la dimensión de Krang. Shredder traiciona a Stockman y hace que sus hombres se lo lleven, pero al entrar en el Tecnódromo, Krang inmediatamente traiciona a Shredder, lo congela y lo encierra con su colección de otros enemigos derrotados.

### Batman vs. Teenage Mutant Ninja Turtles(2019)
Andrew Kishino da voz a Shredder en la película animada cruzada, Batman vs. Teenage Mutant Ninja Turtles. En la película, Shredder une sus fuerzas con Ra's al Ghul y la Liga de Asesinos para construir una máquina diseñada para transformar a los ciudadanos de Gotham en mutantes desquiciados. A cambio de su ayuda, Ra le promete a Shredder acceso a uno de sus Pozos de Lázaro, lo que le otorgaría la vida eterna. Cuando él y el Clan del Pie intentan robar una sembradora de nubes de Empresas Wayne, termina luchando contra Batman y apenas sale victorioso después de usar una técnica antigua.
Más tarde, lucha contra Batman una vez más cuando las Tortugas y la Familia Bat llegan a Ace Chemicals para evitar que él y Ra activen la máquina. Aunque gana una vez más la ventaja sobre el Caballero Oscuro, se desanima cuando Batman dice "Cowabunga" y obtiene la ayuda de Raphael. Después de que Michaelangelo y Donatello destruyen la máquina, los escombros lo envían a un tanque de productos químicos a medida que la planta explota. En la escena posterior a los créditos, se revela que sobrevivió a la explosión y ahora se parece mucho al Joker.

### Teenage Mutant Ninja Turtles: Mutant Mayhem(2023)
Shredder hace un cameo silencioso en la escena poscréditos de Teenage Mutant Ninja Turtles: Mutant Mayhem, donde la ejecutiva Cynthia Utrom planea contratarlo para recuperar a las Tortugas Ninja. El personaje reaparecerá en la próxima secuela de la película.

## Videojuegos
Como los videojuegos TMNT originales se basan principalmente en los dibujos animados de 1987, Shredder se basa a menudo en su primera encarnación de dibujos animados. Por lo general, ejecuta algún plan para provocar que las Tortugas tomen represalias y las derroten; estos incluyen el secuestro de April O'Neil y el robo de la Estatua de la Libertad. Shredder suele ser el último jefe en los juegos.
- Teenage Mutant Ninja Turtles (NES, 1989): Shredder es el jefe final. Se encuentra al final del nivel Technodrome. Hace que las Tortugas pierdan aproximadamente la mitad de su energía si las toca, y tiene un arma que puede destruirlas instantáneamente matándolas. Lleva un traje rojo como en los cómics de Mirage.
- Teenage Mutant Ninja Turtles (arcade, 1989): Una vez más, Shredder es el jefe final y se encuentra al final del nivel de Technodrome. Está armado con una espada y tiene la capacidad de clonarse a sí mismo (el número exacto de clones es uno más que el número de Tortugas que lo atacan en la versión arcade). Shredder y sus clones también tienen la capacidad de disparar rayos desde un dispositivo en el casco, que destruye a las Tortugas que golpean y las mata. Cuando Shredder o uno de sus clones está cerca de la muerte, su casco se cae, un hecho único en la serie de juegos.
- Teenage Mutant Ninja Turtles: Fall of the Foot Clan (1990): Este juego fue el primero en no presentar a Shredder como el jefe final. En cambio, Shredder es el jefe de la penúltima etapa, que se encuentra en un río. También es el primer juego en el que Shredder no tiene la capacidad de anular la mutación de las Tortugas. Su único ataque es un golpe de espada, pero puede teletransportarse si es golpeado. El jefe final es Krang.
- Teenage Mutant Ninja Turtles: Manhattan Missions (1991): En este juego para PC, Shredder lucha contra las tortugas en su escondite de Manhattan, decorado al estilo japonés. Su aparición se basa en la versión cómica de Mirage.
- Teenage Mutant Ninja Turtles III: The Manhattan Project (1992): Este juego es el primero en presentar una batalla contra Shredder y una segunda contra un Super Shredder mutado. La primera batalla tiene lugar al final del nivel de Technodrome, que es el sexto de los ocho niveles del juego. En esta batalla, Shredder usa una espada para atacar a las Tortugas. Shredder más tarde regresa como el jefe final del juego, en el escenario ambientado en la nave espacial de Krang. Esta vez, se muta a sí mismo en Super Shredder, tal como lo hizo en la segunda película que se había estrenado el mismo año (1991). Super Shredder tiene dos superpoderes, la capacidad de invocar rayos y la capacidad de disparar bolas de fuego. Estas bolas de fuego pueden anular la mutación de las Tortugas, pero a diferencia de otros juegos, esto no es una muerte instantánea.
- Teenage Mutant Ninja Turtles II: Back from the Sewers (1991): Una secuela de Fall of the Foot Clan, este juego también presenta a Shredder como jefe de nivel regular y Krang como jefe final. No tiene la capacidad de anular la mutación de las Tortugas, pero sí tiene una variedad más amplia de ataques que en el juego anterior de Game Boy. Shredder regresa más tarde en su forma mutada de Super Shredder, como jefe de subnivel del nivel final de Technodrome. Sin embargo, en esta encarnación, su única superpotencia es la capacidad de teletransportarse a otra parte de la pantalla. Ataca a las tortugas con una espada.
- Teenage Mutant Ninja Turtles: Turtles in Time (1991): Shredder es nuevamente el jefe final del juego, y se encuentra en el Technodrome. Sin embargo, esta vez, no está precedido por un nivel de tecnódromo. En cambio, las Tortugas luchan a través de un nivel de Starbase en el futuro (2100 dC) con Krang como jefe, luego se teletransportan al Technodrome en el presente (1991 en el juego de arcade y 1992 en la versión SNES) para el enfrentamiento final. La destructora ataca con una espada y puede disparar ataques de energía. En el puerto SNES del juego, Shredder comienza la batalla mutándose a sí mismo en Super Shredder, y tiene los superpoderes agregados del movimiento de súper velocidad, los ataques en el suelo del fuego, los ataques aéreos en el hielo y una bola de fuego de mutación que le cuesta a una tortuga vida. El puerto de SNES también agregó un nivel de Technodrome anteriormente en el juego, lo que lleva a una batalla con un Shredder regular. En esta batalla, Shredder está en una especie de banco de batalla, armado con una ametralladora y garras. El jugador ve la acción sobre el hombro de Shredder dentro del tanque, y la única forma de causar daño es lanzar las interminables oleadas de Soldados del Pie hacia la pantalla y al tanque.
- Teenage Mutant Ninja Turtles: The Hyperstone Heist (1992): este juego utiliza un Super Shredder similar al de Turtles in Time. Sus ataques son más o menos los mismos.
- Teenage Mutant Ninja Turtles III: Radical Rescue (1993): A diferencia de sus dos predecesores, Fall of the Foot Clan y Back from the Sewers, este juego presenta a Shredder como el jefe final. Sin embargo, esta vez Shredder se ha convertido en Cyber Shredder, mitad hombre y mitad máquina. Esta forma de Shredder poseía movimientos de patadas mortales y ataques con bolas de energía, además de ser el único jefe en el juego con dos medidores de vida, ya que el medidor se rellena instantáneamente después de que se drena la primera vez.
- Teenage Mutant Ninja Turtles: Tournament Fighters (1993): Este es el primer juego en el que Shredder no es un jefe, sino un personaje jugable normal. Además, su vestuario está basado en la versión de cómics de Mirage. Finalmente, en la encarnación SNES de este juego, aparece bajo el nombre de Cyber-Shredder, pero no hay indicios de que se haya convertido en un ser cibernético como en Radical Rescue.

Después de una pausa de 10 años, se inició una nueva serie de juegos TMNT. Estos nuevos juegos se basan en la serie de dibujos animados de 2003, y de la misma manera, Shredder en los juegos es el mismo que en los dibujos animados.
- Teenage Mutant Ninja Turtles (2003): Shredder aparece como el jefe final. Las tortugas se enfrentan a él en el helicóptero en la parte superior de los helicópteros de pie; él maneja la Espada de Tengu en esta lucha. Los ataques combinados de Shredder son rápidos y casi continuos. Cuando la mitad de su barra de salud se ha agotado, sus ataques se vuelven mucho más rápidos. También hay un jefe final secreto en el que el jugador se enfrenta a Shredder como Oroku Saki. Sus combos son mucho más rápidos y más letales, y también tiene un estado de encendido temporal.
- Teenage Mutant Ninja Turtles 2: Battle Nexus (2004): El juego comienza poco antes del final del juego anterior, y las Tortugas se encuentran con Shredder en la segunda etapa del juego; sin embargo, el jugador no lucha contra él, solo en una escena. Como en la caricatura, Shredder es derrotado, pero él sobrevive al asalto en su cuartel general. Shredder reaparece en el edificio TCRI más tarde, pero una vez más, el jugador no lucha directamente contra él; El objetivo principal de la misión es evacuar a los Utrom de regreso a su planeta de origen. Aparentemente es asesinado en la destrucción del edificio TCRI, pero una vez más sobrevive. En una subparcela exclusiva del juego, se lo describe como un asesino en masa de Utroms en su mundo natal, y le dio una cicatriz permanente al mercenario Slashurr. Más tarde borró la memoria de Slashurr, y lo empleó para matar a las Tortugas. Sin embargo, Slashurr finalmente recuerda su pasado, y con las Tortugas, lucha contra Shredder y el Pie en su nave. Las tortugas finalmente derrotan a Shredder una vez más. En el modo de torneo de combate Battle Nexus, Shredder aparece como el jefe final del torneo Foot Fight, aunque la naturaleza de estos torneos cuando se trata del canon del juego es cuestionable.
- Teenage Mutant Ninja Turtles: Mutant Melee (2005): Shredder apareció como un personaje jugable y oponente en tres formas: su armadura estándar, sin la armadura (como Oroku Saki), y una "Mega" Shredder dorado.
- Teenage Mutant Ninja Turtles 3: Mutant Nightmare (2005) El tercer capítulo del juego, "Exodus", trata directamente con las Tortugas que obstaculizan los esfuerzos del Pie. Al igual que en el final de la tercera temporada, las Tortugas y Splinter luchan contra el Pie en su sede y siguen a la Destructora a bordo de su nave estelar. También casi se sacrifican para matar a Shredder, pero los Utrom los rescatan y exilian a Shredder a un asteroide de hielo lejano para siempre. Shredder también se encuentra en el oscuro futuro como uno de los jefes finales del capítulo Pesadilla del juego.
- TMNT (2007): en las versiones de consola del juego basado en películas de 2007, Shredder aparece como un jefe en un flashback-within-a-flashback (ya que los eventos del juego se comunican a Splinter después de su aparición). La armadura de Shredder en este juego se basa en la versión de la serie de dibujos animados de 2003.
- TMNT: Smash Up (2009): Shredder es un personaje jugable en el juego de lucha de PS2 y Wii. Aparece en sus formas Utrom Shredder y Cyber Shredder.[12]
- Teenage Mutant Ninja Turtles (2014): El juego de Nintendo 3DS basado en la película de 2014, Shredder, que en realidad es Eric Sacks, aparece como el jefe final. Sin embargo, después de derrotarlo, se revela que todo fue una ilusión creada por Baxter Stockman, para permitir que el verdadero Shredder escapara.
- Teenage Mutant Ninja Turtles: Mutants in Manhattan (2016): En este juego Shredder se encuentra en la etapa 9 como el jefe final, en este juego Shredder se encuentra en el helipuerto del edificio del TCRI. Sin embargo si completamos la etapa con rangos altos y en poco tiempo se desbloqueara el jefe secreto, cuando las tortugas derrotan a Shredder empezara una cinemática en la que las tortugas intentan rematar a Shredder, sin embargo el se transforma en su forma final, Super Shredder, después de esto comienza la verdadera batalla, esta vez Shredder tiene nuevos poderes eléctricos los cuales utiliza para intentar acabar con las tortugas.